# LD Entertainment
LD Entertainment, LLC (antes conocida como Liddell Entertainment) es un estudio cinematográfico y compañía de ventas estadounidense independiente, fundada en 2007 por Mickey Liddell, que financia, produce, adquiere y distribuye películas cinematográficas de larga duración.
La empresa tiene su sede en Los Ángeles, California, y está dirigida por Mickey Liddell, quien anteriormente trabajó con Greg Berlanti en Berlanti/Liddell Productions.  Se espera producir y estrenar entre cuatro y seis películas al año con presupuestos de producción de hasta 25 millones de dólares.

## Filmografía
| Año  | Película                            | Director                    | Presupuesto    | Recaudación    | Notas |
| ---- | ----------------------------------- | --------------------------- | -------------- | -------------- | --- |
| 2008 | The Haunting of Molly Hartley       | Mickey Liddell              | $5 millones    | $15.4 millones | |
| 2009 | Good Hair                           | Jeff Stilson                | N/A            | $4.2 millones  | |
| 2009 | The Collector                       | Marcus Dunstan              | $3 millones    | $10.2 millones | |
| 2009 | I Love You Phillip Morris           | John Requa y Glenn Ficarra  | $13 millones   | $20.8 millones | |
| 2010 | Biutiful                            | Alejandro González Iñárritu | $35 millones   | $25.1 millones | |
| 2011 | Albert Nobbs                        | Rodrigo García              | $7.5 millones  | $8.5 million   | Nominada: mejor actriz (Glenn Close) mejor actriz de reparto (Janet McTeer) mejor maquillaje y peluquería                 |
| 2011 | Silent House                        | Chris Kentis and Laura Lau  | $2 millones    | $16.5 millones | |
| 2011 | The Grey                            | Joe Carnahan                | $25 millones   | $79.8 millones | |
| 2011 | Killer Joe                          | William Friedkin            | $10 millones   | $4.6 millones  | |
| 2011 | The Details                         | Jacob Aaron Estes           | N/A            | $63,595        | |
| 2012 | The Collection                      | Marcus Dunstan              | $10 millones   | $9.9 millones  | |
| 2012 | Disconnect                          | Henry-Alex Rubin            | $10 millones   | $3.4 millones  | |
| 2012 | Black Rock                          | Katie Aselton               | N/A            | $175,682       | |
| 2013 | In Secret                           | Charlie Stratton            | N/A            | $652,228       | |
| 2014 | The Devil's Hand                    | Christian E. Christiansen   | $7 millones    | $1.4 millones  | |
| 2016 | Risen                               | Kevin Reynolds              | $20 millones   | $46.4 millones | |
| 2016 | Anthropoid                          | Sean Ellis                  | $9 millones    | $5.1 millones  | |
| 2016 | Jackie                              | Pablo Larraín               | $9 millones    | $36.6 millones | Nominada: mejor actriz de reparto (Natalie Portman) mejor banda sonora original mejor diseño de vestuario                 |
| 2017 | The Zookeeper's Wife                | Niki Caro                   | $20 millones   | $26.2 millones | |
| 2017 | Megan Leavey                        | Gabriela Cowperthwaite      | N/A            | $14.5 millones | |
| 2018 | Forever My Girl                     | Bethany Ashton Wolf         | $3.5 millones  | $16.4 millones | |
| 2018 | I Can Only Imagine                  | Andrew and Jon Erwin        | $7 millones    | $86.1 millones | |
| 2018 | The Miracle Season                  | Sean McNamara               | N/A            | $10.2 millones | |
| 2018 | Dog Days                            | Ken Marino                  | $10 millones   | $6.8 millones  | |
| 2018 | Ben Is Back                         | Peter Hedges                | $13 millones   | $12.6 millones | |
| 2018 | Teen Spirit                         | Max Minghella               | N/A            | $1.6 millones  | |
| 2018 | Fast Color                          | Julia Hart                  | N/A            | $76,916        | |
| 2018 | The Biggest Little Farm             | John Chester                | N/A            | $6.5 millones  | |
| 2019 | Jacob's Ladder                      | David M. Rosenthal          | N/A            | N/A            | Lanzado en DISH Network                                                                                                   |
| 2019 | Judy                                | Rupert Goold                | $10 millones   | $45.5 millones | Premio de la Academia a la mejor actriz (Renée Zellweger) Nominada: Premio de la Academia a mejor maquillaje y peluquería |
| 2019 | Big Time Adolescence                | Jason Orley                 | N/A            | N/A            | Lanzado en Hulu |
| 2020 | Looks That Kill                     | Kellen Moore                | N/A            | N/A            | Lanzado digitalmente |
| 2020 | The Sleepover                       | Trish Sie                   | N/A            | N/A            | Lanzado en Netflix |
| 2020 | Words on Bathroom Walls             | Thor Freudenthal            | $9.3 millones  | $3.2 millones  | |
| 2020 | The Binge                           | Jeremy Garelick             | N/A            | N/A            | Lanzado en Hulu |
| 2020 | The Glorias                         | Julie Taymor                | $20 millones   | $30,940        | |
| 2021 | The Ultimate Playlist of Noise      | Bennett Lasseter            | N/A            | N/A            | Lanzado en Hulu |
| 2021 | Plan B                              | Natalie Morales             | N/A            | N/A            | |
| 2021 | Introducing, Selma Blair            | Rachel Fleit                | N/A            | $5,700         | |
| 2021 | The Cursed                          | Sean Ellis                  | N/A            | $4.6 millones  | |
| 2022 | Crush                               | Sammi Cohen                 | N/A            | N/A            | Lanzado en Hulu |
| 2022 | The Binge 2: It's A Wonderful Binge | Paul Scheer                 | N/A            | N/A            | Lanzado en Hulu |
| 2023 | I.S.S.                              | Gabriela Cowperthwaite      | $22.4 millones | TBA            | |
| 2024 | Prom Dates                          | Kim Nguyen                  | N/A            | N/A            | Lanzado en Hulu |